# Castillos de Lastours

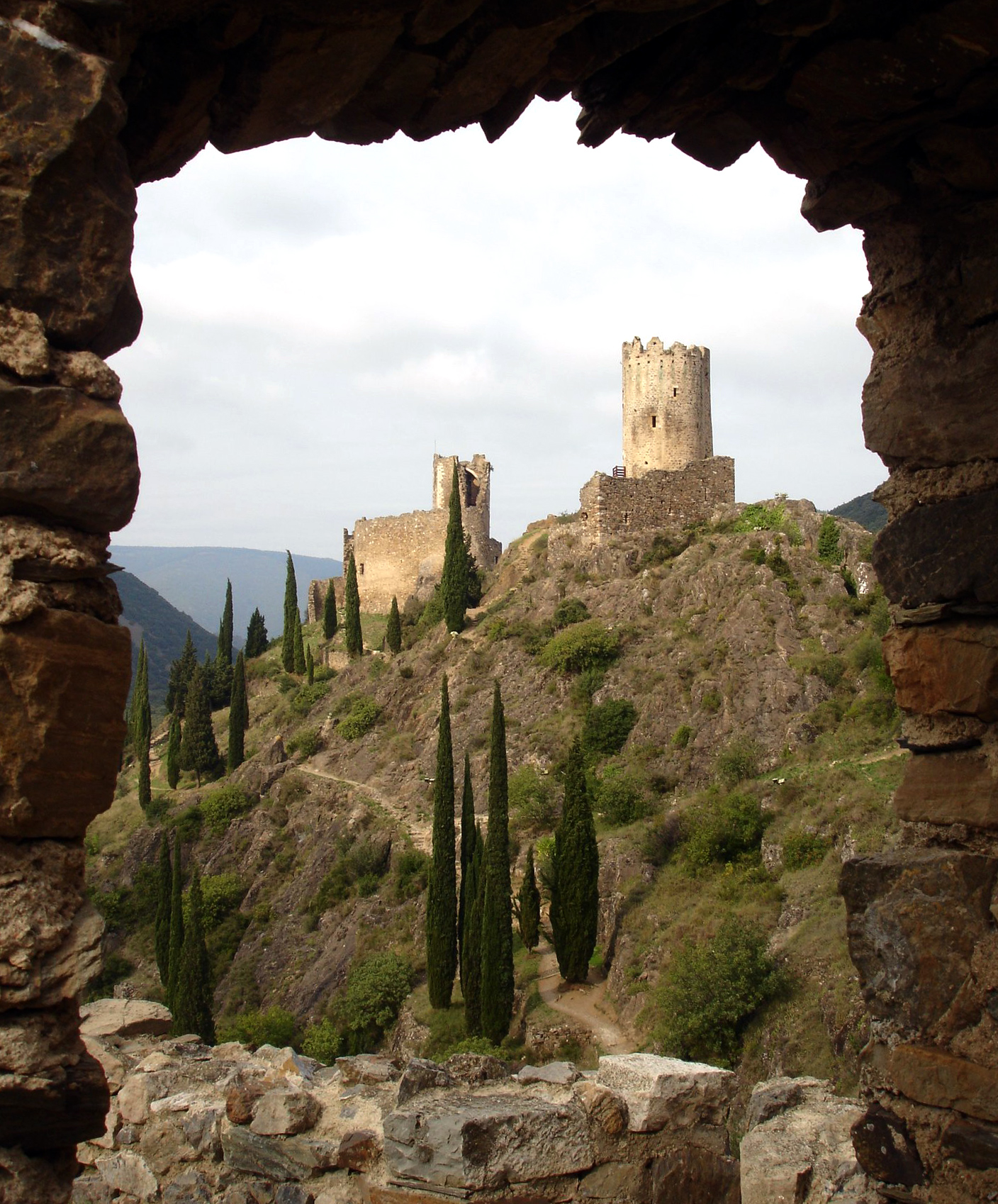
Castillo de Lastours a través de una muralla del castillo de Querthineux

Los castillos de Lastours (en occitano Lastors, en francés Lastours) son cuatro castillos cátaros ubicados en el término municipal de Lastours, departamento del Aude, en la región de Languedoc-Roussillon. Los cuatro castillos se encuentran sobre un contrafuerte rocoso por encima del pueblo de Lastours, aislados por los profundos valles de los ríos Orbeil y Grésilhou. Constituían el cerrojo del Cabardès, de ahí el nombre del castillo principal: Cabaret. Fueron construidos a 300 metros de altura en un mismo eje: Cabaret, Surdespine, la Tour Régine y Quertinheux ligeramente por detrás. El lugar está clasificado como Monument historique desde 1905.
Los cuatro castillos conforman un conjunto común único, aunque carecen de estructuras comunes. El contexto natural del lugar permitió ahorrar los gastos de una fortaleza de gran tamaño. Los planos se adaptaron a las rocas sobre las que se asientan los castillos. La construcción es a veces heterogénea debido a la superposición de remodelaciones efectuadas a lo largo del tiempo sobre el conjunto.

## Historia

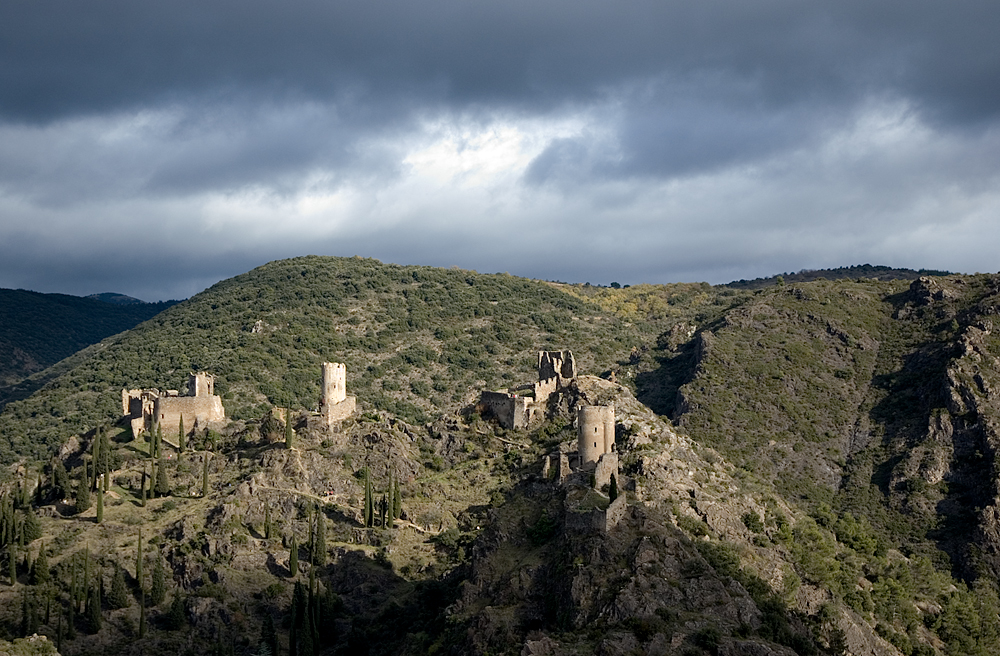
Vista de los castillos de Lastours.

Durante la Edad Media, el lugar pertenece al señorío de Cabaret, mencionado por vez primera en 1067. Sus riquezas provienen especialmente de la explotación de minas de hierro. Probablemente tan sólo tres castillos habían sido construidos en el siglo XI y el emplazamiento evoluciona en el tiempo en razón de las sucesivas destrucciones y reconstrucciones. En esta época se documentan al menos 22 señores de Cabaret.
Los castillos vivieron en primera línea los acontecimientos de la cruzada contra los albigenses. Efectivamente, los señores de Cabaret mantuvieron fuertes vínculos con los adeptos al catarismo. Los pueblos que rodean a los castillos acogieron numerosos cátaros. En esta época, la fortaleza pertenecía a Pedro Roger de Cabaret fiel de Ramón Roger Trencavel, junto al que combatió durante el sitio de Carcasona. El lugar sufre a partir de 1209 los asaltos de Simón de Montfort, aunque resiste con éxito dichos envites. Sin embargo, el cruzado Bouchard de Marly, entonces señor del castillo de Saissac, es capturado por Pedro Roger. Se negocia su liberación contra la rendición de Cabaret en 1211.

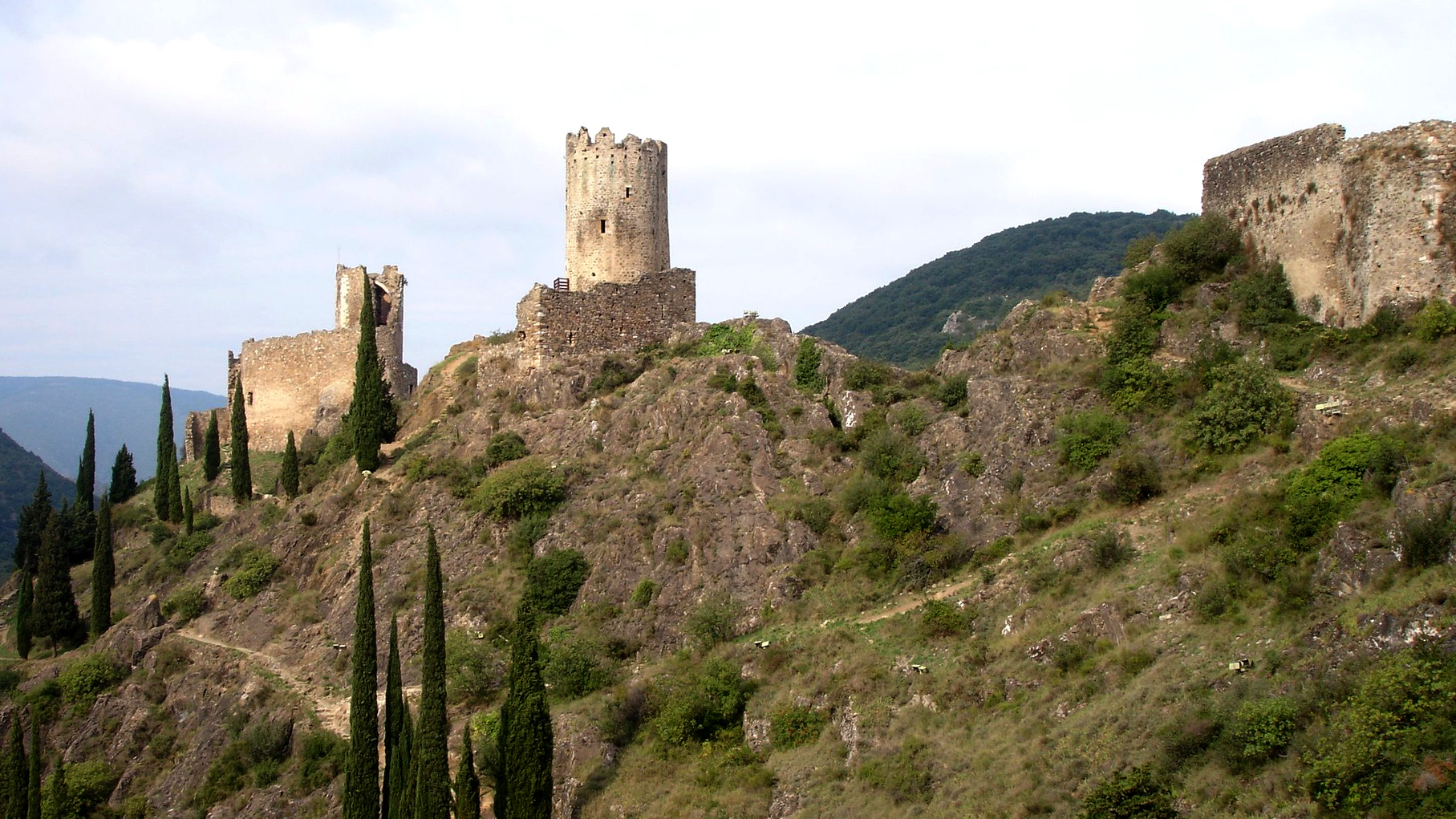
Cabaret, Tour Régine et Surdespine sur la crête.

En 1223, los señores de Cabaret recuperan sus tierras y Cabaret se convierte en sede del obispado cátaro del Carcassès. El señor Pedro Roger resistió durante varios años los ataques de Simón de Montfort, pero en 1227, los castillos son nuevamente asediados, ahora por Humberto de Beaujeu. En 1229, Cabaret capitula.
Los pueblos y castillos son saqueados, y posteriormente reconstruidos para convertirse en fortalezas reales. Se construye la Tour Régine por orden del rey para afirmar su supremacía. Los castillos se convierten en el centro administrativo y militar de seis comunidades que conforman la castellanía del Cabardès. En el siglo XVI, los castillos son ocupados por los protestantes. Son desalojados por el mariscal de Joyeuse en 1591.

## Organización en elsigloXI
Con anterioridad a la cruzada contra los Albigenses, los castillos únicamente son tres, y no se ubican sobre la cima. Los pueblos envuelven los núcleos de los castillos en la misma manera: con casas, forjas y cisternas situadas alrededor de un alta y estrecha torre del homenaje. Se encuentran restos de ese pueblo en la vertiente oeste, dispuesto en semicírculo siguiendo las curvas de nivel alrededor de la residencia señorial.
En el siglo XIII, el rey decide la destrucción de las tres torres señoriales y de las viviendas con el objetivo de suprimir cualquier posible refugio a los cátaros. Sin embargo, los castillos son reconstruidos, ahora sobre las crestas, para hacerlos menos accesibles al tiro de la artillería y los arqueros enemigos.

## El catarismo en Cabaret
Los castillos de Lastours son un importante polo de actividad religiosa cátara durante el siglo XIII. El pueblo que hay a sus pies recibirá numerosas casas de perfectos y numerosos obispos cátaros residen en Cabaret: Arnaud Hot, Pierre Isarn y Guiraud Abith. En 1229, la fortaleza es el mascarón de proa de la resistencia cátara en las tierras del Languedoc. Esta época es denominada Guerra de Cabaret.

## Descripción actual

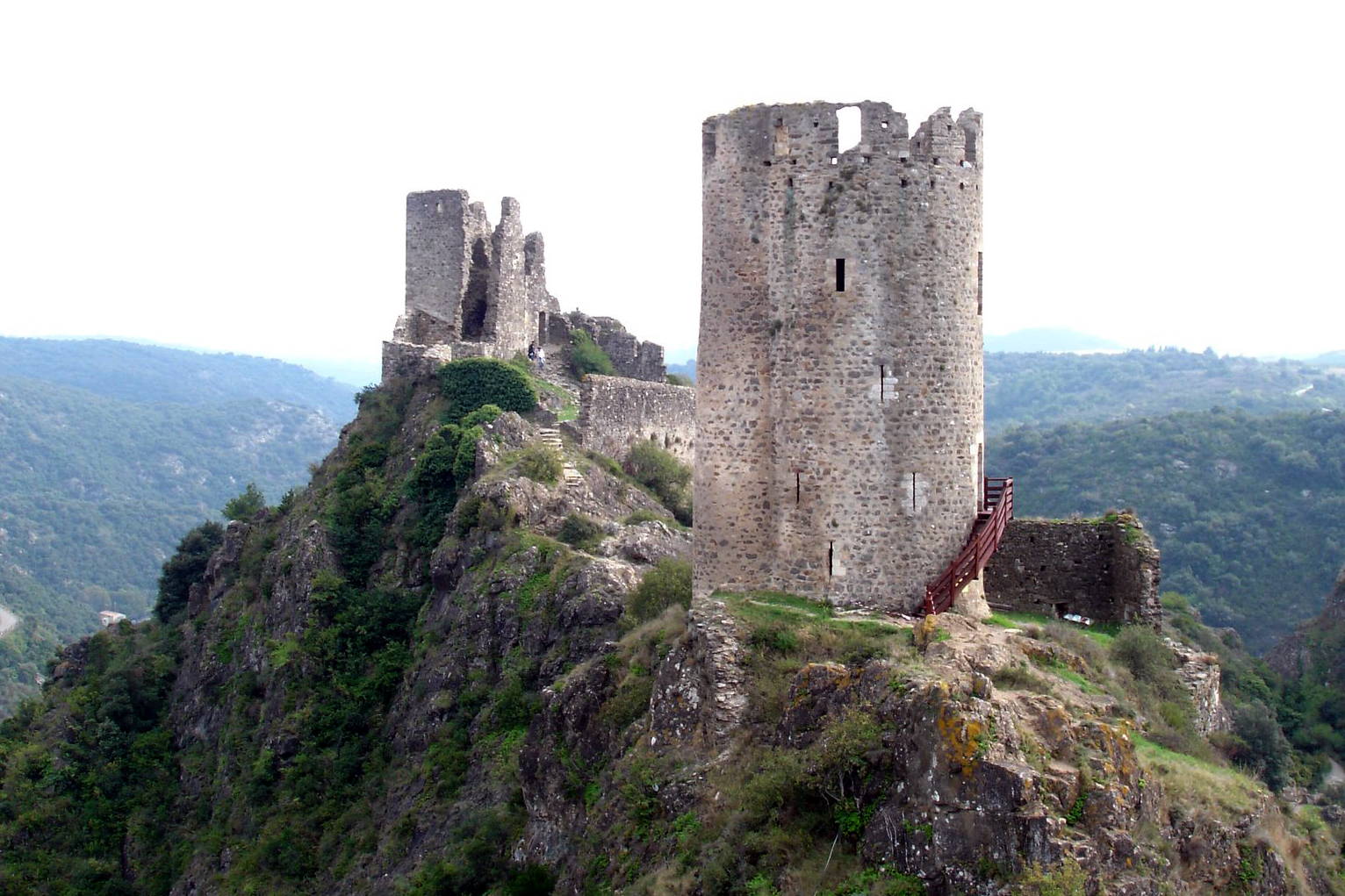
Tour Régine, Surdespine y Querthineux desde el castillo de Cabaret.

Los cuatro castillos se ubican en lo alto de la cresta en un eje norte-sur: Cabaret, Tour Régine, Surdespine y Querthineux. Controlan las principales vías de acceso al Cabardès y la Montaña negra.

### Cabaret
El castillo de Cabaret es la ciudadela principal con un sistema defensivo del género de las barbacanas. Está formado por una torre al norte, un torreón al sur y un cuerpo de residencia en el centro. En conjunto está amurallado con un camino de ronda construido sobre arcadas ciegas en arcos quebrados. El conjunto está construido con aparejo irregular y piedra labrada para ángulos y aperturas.

### Tour Régine
La Tour Régine es la fortaleza más reciente y la de menor tamaño de todo el conjunto. Está formada por una torre rodeada por un conjunto amurallado o cortina, cuyas murallas se han derrumbado. Bajo tierra, la torre contiene la mayor cisterna de los cuatro castillos. Dicha torre posee tres pisos a los que se accede por una escalera. La piedra utilizada, piedra calcárea blanca, es idéntica a la de Cabaret.

### Surdespine
Es de los cuatro castillos el que cuenta con un peor estado de conservación. Está constituido por una torre cuadrada, una zona de habitación y una cisterna. Una cortina de planta rectangular protege el conjunto. Se caracteriza por la rareza de sus saeteras y por sus cuatro ventanas.

### Querthineux
El castillo de Quertinheux es el que está situado más al sur de la cresta sobre un espolón rocoso aislado. Está constituido por una torre circular y una cortina poligonal. Un saliente en chicane protege la entrada al castillo. El castillo cae a pico sobre los restos de una iglesia románica destruida.
- Datos: Q370664
- Multimedia: Castles of Lastours / Q370664